# Lincoln Continental Mark III
Continental Mark III — автомобиль F-класса, двухдверное купе с жесткой крышей, выпускавшееся американской компанией Lincoln в 1969-1971 годах. Mark III позиционировался как флагманская модель Ford Motor Company, прямой конкурент Cadillac Eldorado, пришедший на смену Continental Mark II. 
Чтобы снизить затраты на разработку, при создании автомобиля было использовано шасси Ford Thunderbird пятого поколения. Чтобы отличаться от Thunderbird и Lincoln Continental (1958), Mark III получил специфические для модели элементы дизайна, в том числе скрытые фары и имитацию запасного колеса на крышке багажника.
Модель 1970 года являлась первым американским автомобилем, имевшим улучшенную радиальную конструкцию шин в стандартной комплектации.
Наряду с Ford Thunderbird и Lincoln Continental, Continental Mark III производился в городе Уиксом, штат Мичиган, на заводе Wixom Assembly Plant, принадлежавшем Ford Motor Company. В 1972 году, вместе с редизайном Ford Thunderbird, Mark III был заменен на Mark IV.

## История
Разработка Mark III 1969 года началась в сентябре 1965, когда Ли Якокка, в то время вице-президент Ford по легковым и грузовым автомобилям, поручил вице-президенту по дизайну Юджину Бординату «поставить решетку радиатора Rolls-Royce на Thunderbird». Ранее, в марте 1966 года, было представлено купе Rolls-Royce Corniche. Mark III был создан на основе Lincoln Continental четвертого поколения (1961—1969) и четырехдверного Thunderbird пятого поколения, представленного в 1967 году. Поскольку Thunderbird «умирал на рынке», Якокка хотел увеличить эффективность инвестиций компании в разработку, использовав одну платформу в нескольких моделях.
Mark III должен был конкурировать с сильно модернизированным переднеприводным Cadillac Eldorado, вершиной внутреннего рынка личных автомобилей класса люкс. Это ставило его выше таких моделей на рынке, как Ford Thunderbird, Buick Riviera и Oldsmobile Toronado. Поскольку Eldorado имел раму, аналогичную Toronado, Mark III был основан на раме Thunderbird. Хотя лонжерон рамы был идентичен таковому у Thunderbird, кузов Mark III весил почти на 140 кг больше. Автомобиль имел восьмицилиндровый двигатель Ford 385 объемом 7.5 л и мощностью 365 л. с.
Представленный в апреле 1968 года в качестве модели начала 1969 года, автомобиль имел значительный коммерческий успех, поскольку сочетал в себе высокий доход, характерный для роскошных моделей с низкими затратами на разработку и амортизацией постоянных затрат благодаря использованию одной платформы в нескольких моделях, в автомобиле, который был достаточно привлекательным для покупателей, чтобы было продано много единиц. Якокка сказал: «Мы выпустили Mark III в апреле 1968 года, и в первый же год он обогнал Cadillac Eldorado, что было нашей долгосрочной целью. В течение следующих пяти лет [Mark III и IV] были на высоте, отчасти потому, что автомобиль был разработан по дешевке. Мы сделали все это за 30 миллионов долларов, по бросовой цене, потому что смогли использовать существующие детали и конструкции». Это, по словам Якокки, превратило подразделение Lincoln-Mercury из убыточного на каждом автомобиле класса люкс (из-за низких продаж автомобилей при высоких постоянных затратах) в центр прибыли.
Continental Mark III 1969 года являлся преемником Continental Mark II, ограниченно производившегося недолго просуществовавшим подразделением Continental компании Ford Motor Company в 1956—1957 годах. Более того, Mark III был не первой моделью с таким обозначением, автомобиль с таким названием выпускался в 1958—1960 годах, однако продавался не так хорошо, как кадиллаки с «хвостовым оперением», конкуренцию которым он составлял.

## В массовой культуре
Lincoln Continental Mark III 1971 года выпуска фактически является антагонистом фильма ужасов 1977 года «Автомобиль».
Lincoln Continental Mark III также появляется в фильме «Французский связной».
Lincoln Continental Mark III 1965 года выпуска появляется в фильме «Матрица» 1999 года: именно на этой машине Нео едет на встречу к Пифии. Эта модель также стала популярной и в автомобильном моделировании.